# Charles Levin
Charles Herbert Levin (Chicago, 12 marzo 1949 – Selma, 28 giugno 2019) è stato un attore statunitense.

## Filmografia parziale

### Cinema
- Io e Annie (Annie Hall), regia di Woody Allen (1977)
- Manhattan, regia di Woody Allen (1979)
- La seduzione del potere (The Seduction of Joe Tynan), regia di Jerry Schatzberg (1979)
- Accordi sul palcoscenico (Honeysuckle Rose), regia di Jerry Schatzberg (1980)
- L'affare del secolo (Deal of the Century), regia di William Friedkin (1983)
- This Is Spinal Tap, regia di Rob Reiner (1984)
- L'uomo con la scarpa rossa (The Man with One Red Shoe), regia di Stan Dragoti (1985)
- Il bambino d'oro (The Golden Child), regia di Michael Ritchie (1986)
- Lo strizzacervelli (The Couch Trip), regia di Michael Ritchie (1988)
- Senza esclusione di colpi (No Holds Barred), regia di Thomas J. Wright (1989)
- Legami di famiglia (Immediate Family), regia di Jonathan Kaplan (1989)
- A Civil Action, regia di Steven Zaillian (1998)

### Televisione
- Alice – serie TV, 25 episodi (1983-1985)
- Un salto nel buio (Tales from the Darkside) – serie TV, episodio 1x11 (1985)
- Non entrate dolcemente nella notte (Do You Remember Love) – film TV (1985)
- Cuori senza età (The Golden Girls) – serie TV, un episodio (1985)
- Hill Street giorno e notte (Hill Street Blues) – serie TV, 6 episodi (1982-1986)
- Capital News – serie TV, 13 episodi (1990)
- Quattro donne in carriera (Designing Women) – serie TV, 3 episodi (1989-1991)
- New York Police Department – serie TV, 4 episodi (1994-1995)